# Robinsonella lindeniana
Robinsonella lindeniana là một loài thực vật có hoa trong họ Cẩm quỳ. Loài này được (Turcz.) Rose & Baker f. miêu tả khoa học đầu tiên năm 1897.